# Marko Perković
Marko Perković – Thompson, (Čavoglave, 1966. október 27. –) horvát énekes és szövegíró.
1966-ban született Čavoglave faluban. Iskoláit Splitben végezte. 1991-ben Horvátország kikiáltotta függetlenségét, mire jelentkezett a Horvát Nemzeti Őrségbe (Zbor narodne garde) ahol Thompson gyártmányú gépfegyvert kapott. Szülőfaluja védelmében vett részt, a bajtársai között a fegyvere után a Thompson becenevet kapta, amely később a művészneve és együttesének neve lett. Igazán híressé Bojna Čavoglave (Čavoglavei zászlóalj) című slágerével vált, melyben a hazájukat védő horvát katonák hősiességét énekli meg. Hamarosan országos népszerűségre tett szert, 1992-ben már számos koncertet adott, és megjelent az első albuma. 1995-ben visszatért a horvát hadseregbe és részt vett Drniš és Knin felszabadításában a Vihar hadművelet során.
Dalszövegeiben megjelenik az erős nemzeti érzés, a Horvátország, Hercegovina, és Isten iránti szeretet, valamint a honvédő háború dicsősége.
Danijela Martinović énekesnővel kötött házasságot, melyet válásukat követően sikerült a katolikus egyház által is érvénytelennek nyilváníttatni.
Perković a tulajdonosa a Narodni radio (Nemzeti rádió) nevű adónak, mely gyakran játssza dalait. Dalszerzőként másoknak is írt szövegeket, például Mate Bulićnak. Emellett duettekben is énekelt Miroslav Škoróval, Tiho Orlićtyal, és Jasmin Stavrosszal.
Szélsőséges és a II. világháborús SS-hez hasonló szervezeteket dicsérő dalai miatt többek között a horvátországi Póla város önkormányzata is betiltotta koncertjeit
akárcsak Hollandia

## Lemezei

### CD
- 1992 – "Moli mala"
- 1995 – "Vrijeme škorpiona"
- 1996 – "Geni kameni"
- 1998 – "Vjetar s Dinare"
- 2002 – "E, moj narode"
- 2003 – "Sve najbolje"
- 2006 – "Bilo jednom u Hrvatskoj"
- 2013 - "Ora et labora"

### DVD
- 2002 – "Poljud"
- 2004 – "Turneja – E, moj narode"
- 2007 - "Bilo jednom u Hrvatskoj" (Maksimir Stadion, Zágráb)

## Külső hivatkozások
- Thompson hivatalos oldala
- Thompson-videók

1. ↑  Freebase-adatdump. Google
2. ↑  http://www.slobodnadalmacija.hr/Hrvatska/tabid/66/articleType/ArticleView/articleId/17689/Default.aspx
3. ↑  http://www.index.hr/vijesti/clanak/thompson--domoljub-ili-fasist-konacan-odgovor-je/178032.aspx